# مارك كوبان
مارك كوبان (بالإنجليزية: Mark Cuban) (ولد في 31 يوليو 1958) هو رجل أعمال ومستثمر أمريكي، مؤلف ومنتج سينمائي، ونجم تلفزيوني، المالك الرسمي لفريق كرة السلة في دوري ال NBA دالاس مافريكس، وصاحب شبكة دور السينما لاند مارك المتخصصة بالافلام المستقة والاجنبية، وشركة ماغنولياو بكتشرز للتوزيع، ويشغل منصب رئيس شبكة تلفزيون HDTV AXS . وهو أيضا أحد المستثمرين ونجوم البرنامج التلفزيوني خزان أسماك القرش على شبكة ABC الأمريكية. اصدر في العام 2011 كتاب إلكتروني، حول كيفية الفوز في رياضة الأعمال، والذي يروي تجارب حياته في العمل والرياضة. نايك مهدي ال سماعيل ويريد الزواج منه

## النشأة
ولد كوبان في بيتسبرغ بولاية بنسلفانيا.، لعائلة يهودية من الطبقة الأمريكية الوسطى، كان والده، نورتون كوبان يعمل في مجال تنجيد السيارات وصف مارك والدته شيرلي بأن لها «وظيفة أو مهنة مختلفة في كل أسبوع.». قام جده لأبيه بتغيير اسم الأسرة من "شابينيسكي" إلى "كوبان" بعد أن هاجرت عائلته من روسيا إلى جزيرة إليس في الولايات المتحدة. كان جده لامه من اليهود الذين جاءوا من رومانيا.

## مسيرته في الأعمال
كانت أول خطوات كوبان في عالم الأعمال في جيل 12، عندما باع أكياس القمامة لدفع ثمن زوج من أحذية كرة السلة باهظة الثمن، عام 1981 انهى دراسته في إدارة الأعمال في جامعة إنديانا واستمر بممارسة التجارة والاعمال خلال دراسته.

### أوديونت وبرودكاست.كوم
انتقل كوبان إلي دالاس في ولاية تكساس عام 1982، وعمل في وظائف مؤقته ومن بعدها انشأ شركة برمجية باسم "ميكرو سوليوشنز"، والتي تمكن من بيعها العام 1990 بمبلغ 6 ملاين دولار. اسس في العام 1995 شركة " أوديونت"، والمتخصصة ببث المباريات الرياضية عبر الإنترنت، تحولت الشركة لاحقا لشركة " برودكاست.كوم" والتي تم بيعها لشركة ياهو! في عام 1999 بمبلغ 5.9 مليار دولار أمريكي.

### شارك تانك
في العام 2009، انظم لبرنامج الاستثماري التلفزيوني، شارك تانك، والذي يجمع مبادرين جدد مع مستثمرين كبار لتمويل منتجاتهم وشركاتهم، حيث حقق البرنامج نجاح واسع وشهرة عالمية، حيث يستمر عرضه للموسم التاسع العام 2017.

### ماغنوليا بيكتشرز
كوبان يملك شركة توزيع أفلام ماغنوليا بيكتشرز. من خلال ماغنوليا، قام بتمويل فيلم أفعال محظورة، وهو مسرحية خيالية مبنية على جرائم المحمودية عام 2006، من تأليف وإخراج براين دي بالما. في سبتمبر 2007، قام كوبان، بصفته مالكاً للشركة، بإزالة الصور المزعجة من اللحظات الختامية للفيلم.
في أبريل 2011، عرض كوبان شركة كوبان ماغنوليا بيكتشرز ومسارح لاندمارك للبيع، لكنه قالت: "إذا لم نحصل على السعر الذي نريدها، يسعدنا أن نستمر في جني الأموال من العقارات."

## حياته الشخصية
كوبان لديه شقيقان، بريان وجيف.
في سبتمبر 2002، تزوج كوبان من تيفاني ستيوارت في حفل خاص في باربادوس. لديهم ابنتان، مواليد 2003 و 2006، وابن ولد في 2009. العائلة تعيش في قصر مساحته 24000 قدم مربع (2200 متر مربع) في منطقة بريستون هولو في دالاس، تكساس.
كوبان نباتي. وهو من مشجعي فريق بيتسبورغ ستيلرز في الرابطة الوطنية لكرة القدم.

## روابط خارجية
- مارك كوبان على موقع IMDb (الإنجليزية)
- مارك كوبان على موقع الموسوعة البريطانية (الإنجليزية)
- مارك كوبان على موقع ألو سيني (الفرنسية)
- مارك كوبان على موقع تيرنر كلاسيك موفيز (الإنجليزية)
- مارك كوبان على موقع إن إن دي بي (الإنجليزية)
- مارك كوبان على موقع ديسكوغز (الإنجليزية)
- مارك كوبان على موقع قاعدة بيانات الفيلم (الإنجليزية)